# Liste der Mitglieder des Würzburger Domkapitels
Die nachfolgende Liste der Mitglieder des Würzburger Domkapitels umfasst die Dompröpste, Domdechanten bzw. Domdekane, Domkapitulare, Domvikare und Ehrendomherren seit der Neugründung des Bistums Würzburg nach der Säkularisation im Jahr 1818.
In den Schematismen ab 1838 wird auch die Position des Dompredigers als eigene Stelle unter dem Domkapitel aufgeführt, welche bis 1849 jedoch nur provisorisch durch die Domkapitulare Peter Schech und Nikolaus Reininger besetzt wurde. Ab 1841 findet sich hier zudem die Position des Bischöflichen Kaplans und Privatsekretärs.
Die Würzburger Domherren vor dieser Zeit werden in einer eigenen Liste geführt, ebenfalls die Domprediger.

## Dompröpste
| Name (Lebensdaten)                                    | von  | bis     | Bemerkungen                                   | EN                |
| ----------------------------------------------------- | ---- | ------- | --------------------------------------------- | ----------------- |
| Franz Anton Jakob Freiherr von Reinach (1755–1830)    | 1821 | 1830    |                                               | [ 2 ] [ 3 ] [ 4 ] |
| Friedrich Carl Maria von Bodeck zu Ellgau (1776–1838) | 1830 | 1838    | Generalvikar (1836–1838)                      | [ 5 ]             |
| Johann Michael Thomas Leinicker (1775–1849)           | 1838 | 1849    |                                               | [ 6 ]             |
| Friedrich Thinnes (1790–1860)                         | 1850 | 1856    |                                               | [ 7 ]             |
| Johann Valentin Reißmann (1807–1875)                  | 1861 | 1871    | Generalvikar (1854–1870), Bischof (1870–1875) | [ 8 ]             |
| Franz Xaver Himmelstein (1811–1889)                   | 1871 | 1879    | Generalvikar (1871–1878)                      | [ 9 ]             |
| Johann Joseph Jakob Kühles (1822–1901)                | 1891 | 1901    | Generalvikar (1879–1892)                      |                   |
| Theodor Diem (1832–1915)                              | 1901 | 1908    | Generalvikar (1897–1908)                      |                   |
| Klemens Valentin Heßdörfer (1851–1920)                | 1915 | 1919    | Generalvikar (1909–1919)                      |                   |
| Franz Miltenberger (1867–1959)                        | 1938 | 1948    | Generalvikar (1930–1948)                      |                   |
| Vincent Fuchs (1888–1968)                             | 1954 | 1961    | Generalvikar (1948–1961)                      |                   |
| Helmut Bauer (1933–2024)                              | 1988 | 2008    | Weihbischof (1988–2008)                       | [ 10 ]            |
| Ulrich Boom (* 1947)                                  | 2009 | 2024    | Weihbischof (2008–2024)                       | [ 10 ]            |
| Paul Reder (* 1971)                                   | 2024 | aktuell | Weihbischof (seit 2024)                       | [ 11 ]            |

## Domdechanten/Domdekane
| Name (Lebensdaten)                     | von  | bis     | Bemerkungen              | EN                  |
| -------------------------------------- | ---- | ------- | ------------------------ | ------------------- |
| Joseph Fichtl (1740–1824)              | 1821 |         | Generalvikar (1814–1821) | [ 2 ] [ 4 ]         |
| Adam Joseph Onymus (1754–1836)         | 1825 | 1836    | Generalvikar (1825–1836) | [ 12 ]              |
| Michael Erhard (1773–1838)             | 1836 | 1838    |                          | [ 2 ] [ 13 ] [ 14 ] |
| Franz Georg Benkert (1790–1859)        | 1838 |         |                          | [ 6 ] [ 15 ]        |
| Georg Joseph Götz (1802–1871)          | 1859 |         |                          | [ 16 ]              |
| Sebastian Reißmann (1814–1878)         | 1871 |         |                          | [ 9 ]               |
| Klemens Valentin Heßdörfer (1851–1920) | 1912 | 1915    | Generalvikar (1909–1919) |                     |
| Franz Miltenberger (1867–1959)         | 1935 | 1938    | Generalvikar (1930–1948) |                     |
| Johannes Alois Kötzner (1896–1981)     | 1949 | 1966    |                          |                     |
| Justin Wittig (1907–1981)              | 1975 |         | Generalvikar (1961–1981) |                     |
| Richard Schömig (1909–1993)            | 1981 | 1989    |                          |                     |
| Heribert Brander (1926–2023)           | 1989 | 2001    | Generalvikar (1983–1996) | [ 17 ]              |
| Kurt Witzel (1938–2025)                | 2002 | 2009    |                          | [ 17 ] [ 18 ]       |
| Günter Putz (* 1950)                   | 2009 | 2020    |                          | [ 19 ]              |
| Jürgen Vorndran (* 1967)               | 2020 | aktuell | Generalvikar (seit 2020) | [ 20 ] [ 21 ]       |

## Domkapitulare
| Name (Lebensdaten)                          | von  | bis     | Bemerkungen                                              | EN                   |
| ------------------------------------------- | ---- | ------- | -------------------------------------------------------- | -------------------- |
| Franz Oberthür (1745–1831)                  | 1821 |         |                                                          | [ 2 ] [ 4 ]          |
| Johann Philipp Sartorius (1770–1829)        | 1821 |         |                                                          | [ 2 ] [ 4 ] [ 22 ]   |
| Kaspar Beck (1759–1825)                     | 1821 |         | Generalvikar (1821–1825)                                 | [ 2 ] [ 4 ] [ 23 ]   |
| Kaspar Hubert (1767–1839)                   | 1821 |         |                                                          | [ 2 ] [ 4 ] [ 24 ]   |
| Michael Erhard (1773–1838)                  | 1821 | 1836    |                                                          | [ 2 ] [ 4 ] [ 14 ]   |
| Ferdinand Blümm (1768–1823)                 | 1821 |         |                                                          | [ 2 ] [ 4 ]          |
| Philipp Wilhelm Werner (* 1768)             | 1821 |         |                                                          | [ 2 ] [ 4 ]          |
| Franz Josef Lotz (1765–1839)                | 1821 |         |                                                          | [ 2 ] [ 4 ]          |
| Adam Joseph Onymus (1790–1836)              | 1824 | 1825    | Generalvikar (1825–1836)                                 |                      |
| Johann Michael Thomas Leinicker (1775–1849) | 1825 | 1838    |                                                          | [ 12 ]               |
| Sebastian Pörtner (1773–1860)               | 1825 | 1854    | Generalvikar (1838–1854)                                 | [ 15 ]               |
| Franz Nikolaus Rösch (1779–1834)            | 1830 | 1834    |                                                          | [ 5 ]                |
| Karl Rutta (1776–1837)                      | 1832 | 1837    |                                                          | [ 25 ] [ 26 ]        |
| Andreas Müller (1793–1865)                  | 1834 |         |                                                          | [ 15 ] [ 27 ]        |
| Heinrich Härtenberger (* 1790)              | 1837 |         |                                                          | [ 13 ] [ 15 ]        |
| Georg Schmitt (1787–1844)                   | 1838 | 1843    |                                                          | [ 6 ]                |
| Joseph Helm (1798–1861)                     | 1838 |         |                                                          | [ 6 ] [ 15 ]         |
| Georg Anton Stahl (1805–1870)               | 1839 | 1840    | Bischof (1840–1870)                                      | [ 28 ]               |
| Franz Moritz (1788–1841)                    | 1840 | 1841    |                                                          | [ 29 ]               |
| Georg Joseph Götz (1802–1871)               | 1841 | 1859    |                                                          | [ 15 ]               |
| Johann Aloys Seitz (1779–1846)              | 1841 | 1846    |                                                          | [ 15 ]               |
| Gottlieb Flatz (1802–1865)                  | 1844 |         |                                                          | [ 15 ] [ 30 ]        |
| Johann Valentin Reißmann (1807–1875)        | 1846 | 1861    | Generalvikar (1854–1870), Bischof (1870–1875)            | [ 31 ]               |
| Johann Hummel (* 1802)                      | 1853 |         |                                                          | [ 32 ]               |
| Johann Martin Dür (* 1806)                  | 1856 |         |                                                          | [ 33 ]               |
| Franz Xaver Himmelstein (1811–1889)         | 1860 | 1872    | Generalvikar (1871–1878)                                 | [ 34 ]               |
| Peter Schech (* 1795)                       | 1860 |         |                                                          | [ 34 ]               |
| Ignaz Joseph Ruland (1812–1892)             | 1861 |         |                                                          | [ 8 ]                |
| Franz Ludwig Wickenmayer (1805–1879)        | 1861 |         |                                                          | [ 8 ]                |
| Georg Michael Kraus (1800–1873)             | 1862 |         |                                                          | [ 8 ]                |
| Nikolaus Reininger (1805–1891)              | 1864 |         |                                                          | [ 35 ]               |
| Johann Ludwig Lochner (* 1807)              | 1865 |         |                                                          | [ 36 ]               |
| Georg Huller (* 1812)                       | 1865 |         |                                                          | [ 36 ]               |
| Joseph Schork (1829–1905)                   | 1871 |         | Erzbischof von Bamberg (1890–1905)                       | [ 9 ]                |
| Melchior Hohn (1824–1885)                   | 1872 |         |                                                          | [ 37 ] [ 38 ]        |
| Johann Joseph Jakob Kühles (1822–1901)      | 1874 | 1891    | Generalvikar (1879–1892)                                 | [ 39 ]               |
| Theodor Diem (1832–1915)                    | 1889 | 1901    | Generalvikar (1897–1908)                                 |                      |
| Ferdinand Schlör (1839–1924)                | 1891 | 1898    |                                                          |                      |
| Klemens Valentin Heßdörfer (1851–1920)      | 1902 | 1912    | Generalvikar (1909–1919)                                 |                      |
| Adam Joseph Dittmeyer (1847–1926)           | 1908 | 1922    | Generalvikar (1919–1922)                                 |                      |
| Georg Hemmerich (1856–1927)                 | 1915 | 1927    |                                                          |                      |
| Alfred Winterstein (1864–1935)              | 1915 |         |                                                          |                      |
| Joseph Weidinger (1867–1942)                | 1921 |         | Generalvikar (1922–1930)                                 |                      |
| Johann Strubel (1869–1948)                  | 1927 | 1945    |                                                          |                      |
| Ivo Fischer (1881–1937)                     | 1928 | 1937    |                                                          |                      |
| Franz Miltenberger (1867–1959)              | 1930 | 1935    | Generalvikar (1930–1948)                                 |                      |
| Vincent Fuchs (1888–1968)                   | 1939 | 1954    | Generalvikar (1948–1961)                                 |                      |
| Philipp Kaiser (1886–1963)                  | 1948 |         |                                                          | [ 40 ]               |
| Johannes Alois Kötzner (1896–1981)          | 1949 | 1966    |                                                          |                      |
| Justin Wittig (1907–1981)                   | 1960 | 1975    | Generalvikar (1961–1981)                                 |                      |
| Bruno Fries (1917–2008)                     | 1965 | 1998    |                                                          | [ 41 ]               |
| Paul Bocklet (1928–2009)                    | 1969 | 1977    | Leiter des Kommissariats der deutschen Bischöfe in Bonn  | [ 42 ]               |
| Heribert Brander (1926–2023)                | 1969 | 1989    | Generalvikar (1983–1996)                                 | [ 17 ]               |
| Hartmut Wahl (1931–2020)                    | 1976 | 2001    |                                                          | [ 17 ]               |
| Wilhelm Heinz (1924–2013)                   | 1977 | 1999    |                                                          | [ 43 ]               |
| Anton Schlembach (1932–2020)                | 1981 | 1983    | Generalvikar (1981–1983), Bischof von Speyer (1983–2007) | [ 44 ]               |
| Helmut Bauer (1933–2024)                    | 1983 | 1988    |                                                          | [ 17 ]               |
| Karl Rost (1929–2022)                       | 1987 | 2002    |                                                          | [ 17 ]               |
| Kurt Witzel (* 1938)                        | 1988 | 2009    |                                                          | [ 17 ]               |
| Heinz Geist (* 1939)                        | 1998 | 2010    |                                                          | [ 17 ]               |
| Günter Putz (* 1950)                        | 1998 | 2020    |                                                          | [ 17 ]               |
| Karl Hillenbrand (1950–2014)                | 1999 | 2014    | Generalvikar (1996–2014)                                 | [ 45 ]               |
| Hans Herderich (* 1939)                     | 2000 | 2010    |                                                          | [ 17 ]               |
| Josef Peter (1930–2015)                     | 1990 | 2000    |                                                          | [ 46 ]               |
| Jürgen Lenssen (* 1947)                     | 1991 | 2017    |                                                          | [ 17 ]               |
| Helmut Gabel (* 1954)                       | 2001 | 2025    |                                                          | [ 20 ]               |
| Stefan Rambacher (* 1961)                   | 2002 | aktuell |                                                          | [ 20 ] [ 47 ] [ 48 ] |
| Dietrich Seidel (* 1953)                    | 2002 | 2023    |                                                          | [ 17 ] [ 49 ]        |
| Jürgen Vorndran (* 1967)                    | 2009 | aktuell |                                                          | [ 20 ]               |
| Christoph Warmuth (* 1959)                  | 2010 | aktuell |                                                          | [ 20 ] [ 47 ] [ 50 ] |
| Clemens Bieber (* 1957)                     | 2010 | aktuell |                                                          | [ 20 ] [ 47 ]        |
| Thomas Keßler (* 1955)                      | 2015 | 2025    | Generalvikar (2015–2020)                                 | [ 20 ]               |
| Albin Krämer (* 1957)                       | 2021 | aktuell |                                                          | [ 20 ]               |
| Stefan Gessner (* 1972)                     | 2021 | aktuell |                                                          | [ 20 ]               |
| Armin Haas (* 1962)                         | 2023 | aktuell |                                                          | [ 20 ]               |

## Domvikare
| Name (Lebensdaten)                     | von  | bis     | Bemerkungen              | EN                 |
| -------------------------------------- | ---- | ------- | ------------------------ | ------------------ |
| Georg Seuffert (* 1776)                | 1821 |         |                          | [ 2 ] [ 12 ] [ 4 ] |
| Philipp Hener (* 1748)                 | 1821 |         |                          | [ 2 ] [ 4 ]        |
| Johann Gotthard Werner (* 1758)        | 1821 |         |                          | [ 2 ] [ 4 ]        |
| Adam Wehner (* 1781)                   | 1821 |         |                          | [ 2 ] [ 4 ]        |
| Johann Adam Dietz (* 1790)             | 1821 |         |                          | [ 2 ] [ 4 ]        |
| Andreas Müller (1793–1865)             | 1821 | 1834    |                          | [ 2 ] [ 4 ] [ 27 ] |
| Philipp Kaiser (1886–1963)             | 1923 | 1948    |                          | [ 51 ]             |
| Philipp Seuffert (* 1797)              | 1824 |         |                          | [ 15 ]             |
| Peter Schech (* 1795)                  | 1825 | 1860    |                          | [ 15 ]             |
| Nikolaus Reininger (1805–1891)         | 1835 |         |                          | [ 15 ]             |
| Anton Mantel (* 1816)                  | 1849 |         |                          | [ 7 ]              |
| Melchior Hohn (1824–1885)              | 1857 | 1872    |                          | [ 52 ] [ 38 ]      |
| Johann Joseph Jakob Kühles (1822–1901) | 1857 | 1874    | Generalvikar (1879–1892) | [ 52 ] [ 53 ]      |
| Michael Beckert (1822–1893)            | 1858 |         |                          | [ 53 ]             |
| Joseph Kluespies (* 1822)              | 1860 |         |                          | [ 34 ]             |
| Ferdinand Ulrich (* 1831)              | 1864 |         |                          | [ 35 ]             |
| Franz Krampf (1835–1920)               | 1865 |         |                          | [ 36 ]             |
| Georg Dionys Hiller (* 1831)           | 1872 |         |                          | [ 37 ]             |
| Philipp Schneider (1840–1907)          | 1873 |         |                          | [ 54 ]             |
| Martin Borberger (* 1838)              | 1874 |         |                          | [ 39 ]             |
| Georg Hemmerich (1856–1927)            | 1887 | 1915    |                          |                    |
| Johann Strubel (1869–1948)             | 1904 | 1925    |                          |                    |
| Ivo Fischer (1881–1937)                | 1914 | 1928    |                          |                    |
| Lorenz Georg Bauer (1880–1969)         | 1919 |         |                          |                    |
| Johannes Alois Kötzner (1896–1981)     | 1927 | 1949    |                          |                    |
| Valentin Winkler (1902–1965)           | 1934 |         |                          |                    |
| Richard Schömig (1909–1993)            | 1938 | 1981    |                          |                    |
| Helmut Holzapfel (1914–1984)           | 1945 |         |                          |                    |
| Bruno Fries (1917–2008)                | 1949 | 1965    |                          | [ 41 ]             |
| Oswald Simon (1916–2016)               | 1949 | 1952    |                          | [ 55 ]             |
| Elmar Albert (1927–2021)               | 1960 | 1973    |                          |                    |
| Franz Fleckenstein (1922–1996)         | 1960 |         |                          |                    |
| Albert Wagner (1930–2015)              | 1960 | 1967    |                          | [ 56 ]             |
| Hermann Wütschner (1928–2003)          | 1960 |         |                          |                    |
| Joachim Korbacher (1932–2015)          | 1962 | 1967    |                          |                    |
| Anton Wegstein (1936–2022)             | 1967 | 1970    |                          |                    |
| Alfons Wiesler (1929–2022)             | 1967 | 1972    |                          | [ 57 ]             |
| Walter Hohmann (1937–2021)             | 1970 | 1974    |                          |                    |
| Adam Zirkel (1930–2021)                | 1970 | 1981    |                          | [ 58 ]             |
| Hans Herderich (* 1939)                | 1971 | 1991    |                          |                    |
| Albert Leutbecher (* 1939)             | 1972 | 1978    |                          |                    |
| Alfons Beck (* 1940)                   | 1974 | 1978    |                          |                    |
| Arnold Seipel (* 1936)                 | 1974 |         |                          |                    |
| Gottfried Amendt (* 1945)              | 1977 | 1990    |                          |                    |
| Herbert Baumann (* 1945)               | 1978 | 1984    |                          |                    |
| Günter Putz (* 1950)                   | 1980 | 1984    |                          |                    |
| Josef Peter (1930–2015)                | 1982 | 1990    |                          | [ 46 ]             |
| Alfred König (* 1942)                  | 1984 | 1985    |                          |                    |
| Christian Grebner (* 1951)             | 1985 | 1989    |                          |                    |
| Burkard Zapff (* 1960)                 | 1990 | 1994    |                          | [ 47 ]             |
| Wolfgang Kempf (* 1962)                | 1991 | 1995    |                          | [ 59 ]             |
| Joachim Morgenroth (* 1956)            | 1991 | 1998    |                          | [ 60 ]             |
| Dietrich Seidel (* 1953)               | 1991 | 2002    |                          | [ 49 ]             |
| Bernhard Stühler (* 1953)              | 1992 | 1998    |                          | [ 61 ]             |
| Paul Weismantel (* 1955)               | 1992 | aktuell |                          | [ 17 ]             |
| Matthias Türk (* 1962)                 | 1994 | 2006    |                          | [ 62 ]             |
| Stefan Rambacher (* 1961)              | 1995 | 2000    |                          | [ 47 ] [ 48 ]      |
| Christoph Warmuth (* 1959)             | 1999 | 2010    |                          | [ 47 ] [ 50 ]      |
| Christian Wöber (* 1966)               | 1999 | 2010    |                          | [ 63 ]             |
| Stephan Hartmann (* 1957)              | 2002 | 2014    |                          | [ 64 ]             |
| Markus Lang (* 1963)                   | 2002 | 2005    |                          | [ 63 ]             |
| Burkhard Rosenzweig (1950–2023)        | 2005 | 2014    |                          | [ 17 ]             |
| Simon Mayer (* 1978)                   | 2008 | 2015    |                          | [ 65 ]             |
| Thomas Eschenbacher (* 1965)           | 2010 | 2013    |                          | [ 63 ] [ 66 ]      |
| Petro Müller (* 1959)                  | 2010 | aktuell |                          | [ 17 ]             |
| Stefan Michelberger (* 1976)           | 2013 | 2022    |                          | [ 17 ]             |
| Thomas Drexler (* 1969)                | 2015 | aktuell |                          | [ 17 ]             |
| Peter Göttke (* 1964)                  | 2020 | aktuell |                          | [ 20 ]             |
| Gerhard Weber (* 1955)                 | 2020 | 2021    |                          | [ 67 ]             |
| Matthias Türk (* 1962)                 | 2022 | 2023    |                          | [ 20 ]             |
| Stephan Frank (* 1971)                 | 2023 | 2024    |                          |                    |
| Matthias Leineweber (* 1962)           | 2025 | aktuell |                          |                    |
| Manuel Thomas (* 1992)                 | 2025 | aktuell |                          | [ 20 ]             |

## Domprediger
| Name (Lebensdaten)                  | von  | bis  | Bemerkungen  | EN           |
| ----------------------------------- | ---- | ---- | ------------ | ------------ |
| Michael Erhard (1773–1838)          | 1821 | 1836 |              | [ 2 ] [ 14 ] |
| Peter Schech (* 1795)               | 1837 | 1849 | provisorisch | [ 1 ]        |
| Nikolaus Reininger (1805–1891)      | 1837 | 1849 | provisorisch | [ 1 ]        |
| Franz Xaver Himmelstein (1811–1889) | 1849 | 1860 |              | [ 68 ]       |
| Joseph Schork (1829–1905)           | 1860 | 1871 |              | [ 34 ]       |
| Carl Günder (* 1840)                | 1871 | 1876 |              | [ 9 ]        |
| Friedrich Anton Contzen (* 1844)    | 1878 |      |              |              |
| Alfred Winterstein (1864–1935)      | 1891 | 1903 |              |              |

## Bischöflicher Kaplan und Privatsekretär
| Name (Lebensdaten)                  | von  | bis     | Bemerkungen                        | EN                   |
| ----------------------------------- | ---- | ------- | ---------------------------------- | -------------------- |
| Anton Mantel (* 1816)               | 1840 | 1850    |                                    | [ 29 ]               |
| Andreas Joseph Hähnlein (1820–1895) | 1851 | 1852    |                                    | [ 7 ]                |
| Anton Mantel (* 1816)               | 1852 | 1855    |                                    | [ 69 ]               |
| Anton Scholz (1829–1908)            | 1855 | 1861    |                                    | [ 70 ]               |
| Ferdinand Ulrich (* 1831)           | 1861 | 1865    |                                    | [ 8 ]                |
| Ignaz Stahl (* 1829)                | 1865 | 1870    |                                    | [ 36 ]               |
| Georg Dionys Hiller (* 1831)        | 1872 | 1875    |                                    | [ 37 ]               |
| Oswald Simon (1916–2016)            | 1949 | 1952    |                                    | [ 55 ]               |
| Albert Wagner (1930–2015)           | 1960 | 1967    |                                    | [ 56 ]               |
| Walter Hohmann (1937–2021)          | 1970 | 1974    |                                    |                      |
| Alfons Beck (* 1940)                | 1974 | 1978    |                                    |                      |
| Christian Grebner (* 1951)          | 1984 | 1989    |                                    |                      |
| Burkard Zapff (* 1960)              | 1990 | 1994    |                                    | [ 47 ]               |
| Matthias Türk (* 1962)              | 1994 | 1999    |                                    | [ 62 ] [ 71 ]        |
| Martin Faatz (* 1964)               | 1999 | 2006    |                                    | [ 71 ]               |
| Simon Mayer (* 1978)                | 2006 | 2011    |                                    | [ 65 ]               |
| Raban Hirschmann (* 1961)           | 2011 | 2013    |                                    | [ 65 ] [ 72 ] [ 73 ] |
| Manfred Müller (* 1970)             | 2013 | 2019    |                                    | [ 73 ] [ 62 ]        |
| Matthias Türk (* 1962)              | 2019 | 2022    | Persönlicher Referent des Bischofs | [ 62 ]               |
| Kilian Martin (* 1988)              | 2022 | aktuell | Persönlicher Referent des Bischofs | [ 74 ]               |

## Ehrendomherren
| Name (Lebensdaten)              | von  | bis     | Bemerkungen                                                         | EN     |
| ------------------------------- | ---- | ------- | ------------------------------------------------------------------- | ------ |
| Ignacy Jeż (1914–2007)          |      | 2007    | Bischof von Koszalin-Kołobrzeg (1972–1992)                          | [ 75 ] |
| Anton Schlembach (1932–2020)    | 1983 | 2020    | Generalvikar (1981–1983), Bischof von Speyer (1983–2007)            | [ 44 ] |
| Dieter Hömer (1930–2023)        | 1990 | 2023    | Bischofsvikar in Meiningen (1975–1990)                              | [ 76 ] |
| Paul Bocklet (1928–2009)        | 2000 | 2009    | Leiter des Kommissariats der deutschen Bischöfe in Bonn (1977–2000) | [ 42 ] |
| Paul-Werner Scheele (1928–2019) | 2004 | 2019    | Bischof von Würzburg (1979–2003)                                    | [ 77 ] |
| Friedhelm Hofmann (* 1942)      | 2023 | aktuell | Bischof von Würzburg (2004–2017)                                    | [ 20 ] |